# 珠海农村商业银行

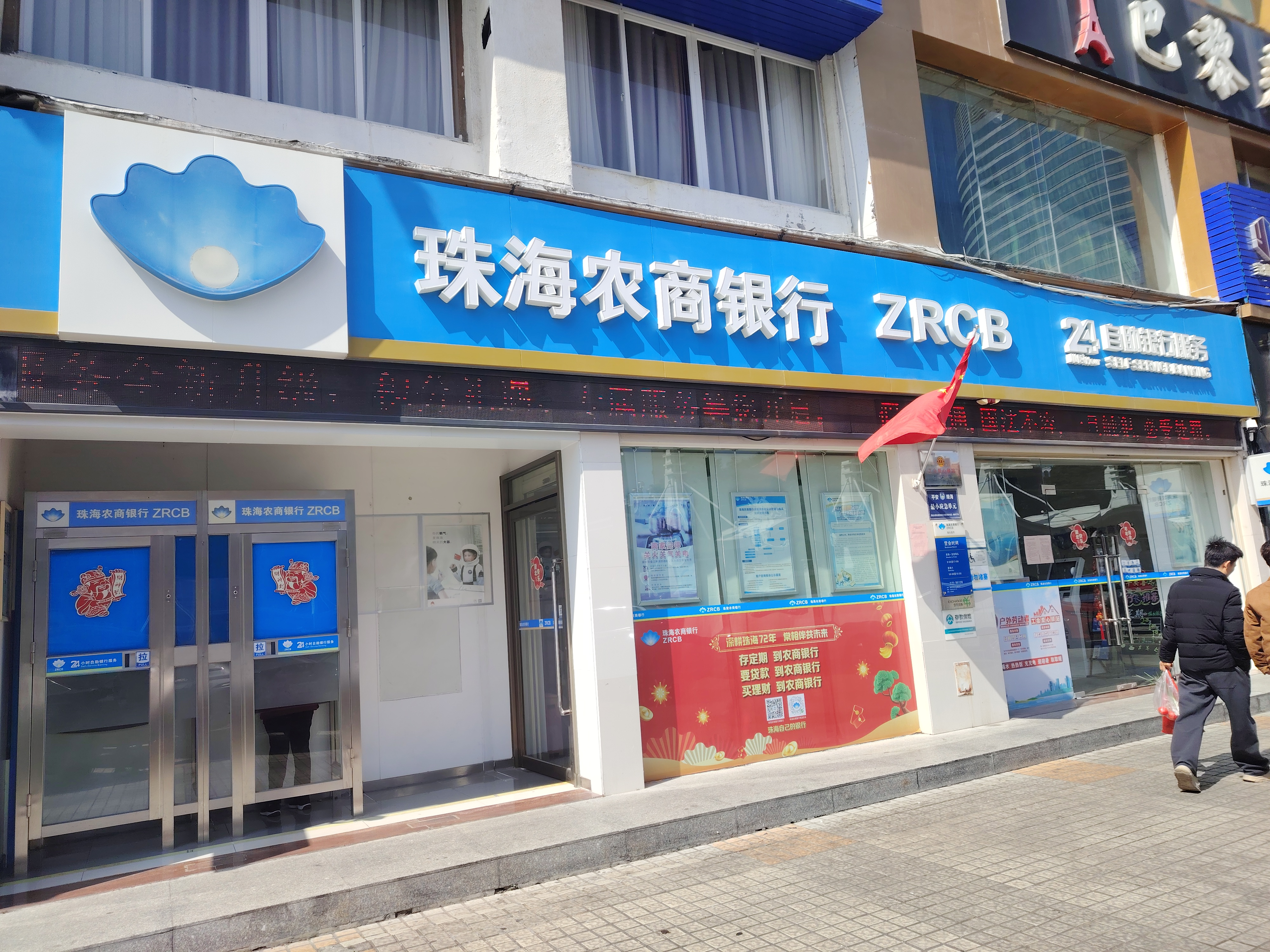
珠海农商行吉大支行

珠海农村商业银行股份有限公司简称珠海农商银行，是珠海市唯一一家农村商业银行。其原为始创于1952年的珠海市农村信用合作社联合社，2012年12月19日改制为农商银行，2021年8月，脱离广东省农村信用社联合社，成为珠海市人民政府直管金融企业。